# Каралар (Останинский сельсовет)
Карала́р (укр.  Каралар, крымскотат. Qaralar, Къаралар) — исчезнувшее село в Ленинском районе Республики Крым, располагавшееся на северо-западе района и Керченского полуострова, на левом берегу реки Самарли, примерно в 3 км к северо-западу от современного села Останино.

## История
Первое упоминание деревни Куюлар встречается в «Книге путешествий» Эвлии Челеби под 1667 годом 
Из чистой земли этой деревни достают кипящую нефть. Нефть берут с поверхности воды черпаками и жгут в лампах.
В следующем документе селение встречается в Камеральном Описании Крыма… 1784 года, судя по которому, в последний период Крымского ханства Карелер входил в Арабатский кадылык Кефинского каймаканства. После присоединения Крыма к России (8) 19 апреля 1783 года, (8) 19 февраля 1784 года, именным указом Екатерины II сенату, на территории бывшего Крымского Ханства была образована Таврическая область и деревня была приписана к Левкопольскому, а после ликвидации в 1787 году Левкопольского — к Феодосийскому уезду Таврической области. После Павловских реформ, с 1796 по 1802 год, входила в Акмечетский уезд Новороссийской губернии. По новому административному делению, после создания 8 (20) октября 1802 года Таврической губернии, Каралар был включён в состав Кадыкелечинской волости Феодосийского уезда.
По Ведомости о числе селении, названиях оных, в них дворов… состоящих в Феодосийском уезде от 14 октября 1805 года , в деревне Каралар числилось 5 дворов и 45 жителей. На военно-топографической карте генерал-майора Мухина 1817 года деревня Каралар обозначена с 4 дворами. После реформы волостного деления 1829 года Карылар, согласно «Ведомости о казённых волостях Таврической губернии 1829 года», отнесли к Чалтемирской волости (переименованной из Кадыкелечинской). Затем, видимо, в результате эмиграции крымских татар, деревня заметно опустела и на картах 1836 и 1842 года Каралар обозначен уже как развалины.